# Бетти (телесериал)
«Бетти» (англ. Bette) — американский ситком, премьера которого состоялась на телеканале CBS 11 октября 2000 года. Главную роль исполнила Бетт Мидлер. Всего было снято 18 эпизодов, 16 из которых было показано в эфире.

## Описание
В сериале Бетт Мидлер играет саму себя — «божественную звезду», однако её фамилия или фамилия членов её семьи ни разу не произносится, дабы создать некоторую разницу между реальной жизнью и телевизионной. Бетт живёт в роскошном доме в Лос-Анджелесе, её муж — профессор истории в университете, вместе они уже почти 20 лет, они воспитывают 13-летнюю дочь. Также нам показывают её подругу, а по совместительству менеджера, Конни Рэндольф, а также помощника Оскара.

## В ролях
- Бетт Мидлер — Бетти
- Кевин Данн (1—12) и Роберт Хэйз (16—18) — Рой
- Линдси Лохан (1) и Марина Малота (2—18) — Роуз
- Джоанна Глисон — Конни Рэндольф
- Джеймс Дрейфус — Оскар

В сериале в качестве приглашённых гостей неоднократно появлялись такие знаменитости как Дэнни Де Вито, Джордж Сигал, Бренда Сонг, Шэрон Лоуренс, Тим Карри, Дэвид Джеймс Эллиотт, Опра Уинфри, Эшли Тисдейл, Тони Данза, Долли Партон, Оливия Ньютон-Джон, Джон Ловитц.

## Список эпизодов
| Nº | Название                                           | Режиссёр        | Сценарий                                | Дата показа        |
| -- | -------------------------------------------------- | --------------- | --------------------------------------- | ------------------ |
| 1  | «Pilot» «Пилотный выпуск»                          | Эндрю Д. Вейман | Джеффри Лэйн                            | 11 октября 2000    |
| 2  | «And the Winner Is…» «И победителем становится…»   | Эндрю Д. Вейман | Роберт Коэн                             | 18 октября 2000    |
| 3  | «Halloween» «Хэллоуин»                             | Эндрю Д. Вейман | Мег Делоач                              | 25 октября 2000    |
| 4  | «Silent But Deadly» «Тихий, но смертоносный»       | Эндрю Д. Вейман | Дэвид Фини Джеффри Лэйн                 | 1 ноября 2000      |
| 5  | «Two Days at a Time» «Двое суток напролёт»         | Эндрю Д. Вейман | Бойд Хейл                               | 8 ноября 2000      |
| 6  | «Color of Roses» «Цвет роз»                        | Эндрю Д. Вейман | Дженис Хирк                             | 15 ноября 2000     |
| 7  | «In My Life» «В моей жизни»                        | Эндрю Д. Вейман | Джош Байсел Джонатан Финер Джеффри Лэйн | 22 ноября 2000     |
| 8  | «I Love This Game» «Люблю эту игру»                | Эндрю Д. Вейман | Джонатан Финер Josh Bycel               | 29 ноября 2000     |
| 9  | «…Or Not to Be» «…или не быть»                     | Эндрю Д. Вейман | Джеффри Лэйн                            | 13 декабря 2000    |
| 10 | «Diva, Interrupted» «Прерванная дива»              | Эндрю Д. Вейман | Гэри Джанетти                           | 20 декабря 2000    |
| 11 | «True Story» «Реальная история»                    | Эндрю Д. Вейман | Коди Фарли Гэри Джанетти Сьюзан Майерс  | 3 января 2001      |
| 12 | «Of Men and Meatballs» «Мужчин и фрикаделек»       | Эндрю Д. Вейман | Бойд Хейл Дженнис Хирк                  | 10 января 2001     |
| 13 | «Big Business» «Большой бизнес»                    | Эндрю Д. Вейман | Дженнис Хирк                            | 24 января 2001     |
| 14 | «The Invisible Mom» «Невидимая мама»               | Эндрю Д. Вейман | Дэвид Фини                              | 7 февраля 2001     |
| 15 | «Polterguest» «Полтергость»                        | Эндрю Д. Вейман | Роберт Коэн                             | 28 февраля 2001    |
| 16 | «A Brand New Roy» «Новый Рой»                      | Эндрю Д. Вейман | Мег Делоач                              | 7 марта 2001       |
| 17 | «The Grammy Pre-Show» «Перед „Грэмми“»             | Эндрю Д. Вейман | Джеффри Лэйн                            | Не транслировалась |
| 18 | «A Method to Her Madness» «Способ свести её с ума» | Эндрю Д. Вейман | Джимми Элек Джим Килли                  | Не транслировалась |

## Производство
Первоначально на роль Роуз была выбрана Линдси Лохан. После съёмок пилотного эпизода команда решила продолжить работу над сериалом в Лос-Анджелесе, а не в Нью-Йорке. Лохан отказалась от участия в проекте, поскольку не хотела надолго уезжать из родного города. Пилотную серию решили не переснимать, поскольку, предположительно, он мог привлечь внимание зрителей из-за Линдси, которая была на тот момент уже известна по роли в «Ловушке для родителей». Последующие эпизоды уже снимались с актрисой Мариной Малотой.
Спустя время Кевин Данн начал выражать все большее недовольство по поводу незначительности своей роли, а также отсутствия развития персонажа. После 12 эпизодов актёр покидает сериал. В следующих трёх эпизодах персонаж только упоминается. В 16 серии мужа Бетт уже играет Роберт Хейз.

## Награды и номинации
В 2001 году за роль в сериале Бетт Мидлер выиграла награды за лучшую комедийную актрису на премиях People’s Choice Awards и TV Guide Award, а также была номинирована на «Золотой глобус».